# Metacyclops thailandicus
Metacyclops thailandicus – gatunek widłonoga z rodziny Cyclopidae. Nazwa naukowa tego gatunku skorupiaków została opublikowana w 2018 roku przez zespół biologów: Chaichat Boonyanusith, La-orsri Sanoamuang, Anton Brancelj.